# Fratelli tutti
Fratelli tutti (укр. Всі брати) — третя енцикліка папи Римського Франциска, написана на восьмому році його понтифікату. Документ підписаний 03 жовтня 2020 року з нагоди візиту папи Франциска до святині міста Ассізі, батьківщини св. Франциска, і опублікований наступного дня у празник святого.

## Опис
Назву документу Fratelli tutti (італ. «fratelli» — «брати» або «браття») Святіший Отець запозичив з «Напоумлень» (італ. Ammonizioni) св. Франциска, постать якого стала натхненням для цього послання. Св. Франциск Ассізький звертався до всіх братів і сестер, пропонуючи їм форму життя з присмаком Євангелія. «Завданням енцикліки є підтримати загальносвітове прагнення братерства й соціальної дружби. Відправною точкою є спільна приналежність до людського роду через визнання одні одних братами й сестрами як діти одного Творця, всі разом в одному човні, що вимагає усвідомлення того, що в глобалізованому та взаємопов'язаному світі спастися можна лише разом». Документ містить чимало роздумів папи про братерство й суспільну дружбу, що вміщені у ширший контекст та збагачені документами й листами, надісланими від багатьох людей і спільнот з усього світу.
Публікація викликала широку дискусію та обговорення щодо назви документу, її актуальності та інших глобальних проблем сучасного світу. 

## Зміст
Енцикліка починається коротким вступом і складається з восьми розділів: Вступ (1–8)
І. Темрява зачиненого світу (9–55)
ІІ. Чужоземець на дорозі (56–86)
ІІІ. Думати про новий світ і творити його (87–127)
IV. Серце, відкрите до всього світу (128–153)
V. Краща політика (154–197)
VI. Суспільний діалог і дружба (198–224)
VII. Шляхи нових зустрічей (225–270)
VIII. Релігії на службі братерства у світі (271–287)